# 20952 Tydeus
20952 Tydeus este o planetă minoră (asteroid), cu un diametru de , din Asteroid troian al lui Jupiter. A fost descoperită pe 25 septembrie 1973 la Observatorul Palomar de Cornelis Johannes van Houten și a fost numită după Tydeus⁠(d). 
Obiectul prezintă o orbită caracterizată de o semiaxă mare de 5,1761316 UAi, o excentricitate de 0,084, o înclinație de 9,97806 ° în raport cu ecliptica.